# Pochette surprise (album de CharlÉlie Couture)
Pour l'album de Jordy, voir Jordy#Enfant-star (1992-1994).
Pour les articles homonymes, voir Pochette surprise.
Albums de CharlÉlie Couture
Le Pêcheur
(1979) Poèmes rock
(1981)
Pochette surprise est le troisième album de Charlélie Couture sorti en 1981. C'est son premier album pour le label Island Records.

## Liste des titres de l'album
Toutes les chansons sont écrites et composées par Charlélie Couture.
| No  | Titre                        | Durée |
| --- | ---------------------------- | ----- |
| 1.  | Pochette surprise            | 3:14  |
| 2.  | Karaté (do) rock             | 3:07  |
| 3.  | Le jour de la dernière heure | 3:52  |
| 4.  | T'inquiète pas pour moi      | 3:23  |
| 5.  | M'enfermer avec toi          | 3:20  |
| 6.  | Les pianistes d'ambiance     | 2:10  |
| 7.  | Les Anglais en vacances      | 3:40  |
| 8.  | Je suis dans mes poches      | 3:03  |
| 9.  | La ballade du mois d'août 75 | 3:31  |
| 10. | Rien à l'horizon (2e)        | 5:28  |

## Personnel

### Musiciens
- CharlÉlie Couture : chant, piano, guitares, mixage
- Bill Perry : batterie, percussions, chœurs
- George Oban : guitare basse
- Yves Botté : guitares
- Wally Badarou : claviers
- Barry Reynolds : guitares
- Kendall Stubbs : guitare basse (8)
- Sticky Thompson : percussions (4)

### Production
- Jean-Henri Meunier : production exécutive
- Steve Stanley : ingénieur du son
- Chris Blackwell : mixage
- Martine Duboy et B. Scout : pochette